# Maurício de Oliveira
Maurício de Oliveira (Vitória, 19 de julho de 1925 — 1 de setembro de 2009) foi um violonista brasileiro.
Em 1967 gravou um álbum pela gravadora Odeon/London interpretando Villa Lobos, contendo os Estudos, Prelúdios e a Suíte Popular Brasileira.
É autor de obras como a Dança do Chico Prego, homenagem ao personagem Capixaba e Canção da Paz.
Em 2006 recebeu o Prêmio Taru.
Apresentou, em 2008, os primeiros sintomas do  Mal de Alzheimer, vindo a falecer em Vitória em 1 de setembro de 2009.
Em 2016, recebeu uma homenagem e foi eternizado na sua cidade natal com um monumento em bronze do escultor Fernando Poletti na Praia de Camburi.

## Discografia
- Compacto simples com as músicas Ardiloso e Esplanada - 1952 - 1ª obra gravada por um capixaba
- Maurício de Oliveira e seu violão - 1960 - Musiplay
- Um violão e novas emoções - 1960 - Musiplay
- Hélio Mendes/ Weekend no Rio - 1961 - Gravado no Rio de Janeiro
- Hélio Mendes/ Weekend em Guarapari - 1961 - Ganhou o Prêmio Euterpe, recebido do governador Carlos Lacerda, no Teatro Municipal do Rio de Janeiro
- Hélio Mendes e seu Trio Vagalume - 1963
- Hélio Mendes, seu piano e seu conjunto - 1964 arranjos musicais
- Hélio Mendes, seu piano e seu conjunto - 1966 arranjos de Maurício
- Villa-Lobos e o violão/ volume 1 - gravadora London
- Villa-Lobos e o violão/ volume 2 - gravadora London
- Violão em tempo de valsa - 1968 - gravadora London
- O Concerto de violão de Villa-Lobos - 1970 - v
- Maurício de Oliveira interpreta Dilermando Reis - 1971 - gravadora LondonUFES
- Canção da Paz - 1972 - gravadora London
- Maurício de Oliveira interpreta Ernesto Nazareth ao violão - 1980 - Lançado em homenagem aos 50 anos da Fundação Jônice Tristão
- Maurício de Oliveira Erudito e Popular - 1985
- Encontro/ Maurício de Oliveira e Ernesto Nazareth - 2000 - Disco promocional

## Biografias
- O Pescador de Sons, vida e a obra do violonista capixaba Maurício de Oliveira;  Marien Calixte (jornalista e escritor).[5]
- Maurício de Capixaba Oliveira Pescador de Sons, filme de Cloves Mendes.[6]
- O Violão Brasileiro, Progtama apresentado pelo violonista Fabio Zanon na Rádio Cultura FM.[7]